# Bão Steve (2000)
Bão Steve là một xoáy thuận nhiệt đới ảnh hưởng đến miền bắc nước Úc từ ngày 27 tháng 2 năm 2000 đến ngày 11 tháng 3 năm 2000. Bão Steve được ghi nhận là có tuổi thọ và đi qua miền bắc và miền tây nước Úc. Nó đã tác động đến các khu vực phía bắc Queensland, Lãnh thổ phía Bắc và Tây Úc trước khi phát quang về phía nam của lục địa. Steve là cơn bão đầu tiên được biết đến ở Úc để thực hiện bốn lần đổ bộ khác nhau ở nước này.

## Lịch sử khí tượng
Một vùng nhiệt đới thấp hình thành ở Biển San Hô ở phía đông Đảo Willis vào ngày 25 tháng 2 năm 2000. Hệ thống nhanh chóng tăng cường để trở thành Bão nhiệt đới Steve vào khoảng 7   am Giờ chuẩn miền đông Úc (AEST) (UTC + 10) vào ngày 27 tháng 2 năm 2000. Lốc xoáy băng qua bờ biển Queensland như là một Thể loại   2 hệ thống vào ngày 27 tháng 2 ở phía bắc của Cairns vào khoảng 7   chiều AEST. Steve suy yếu dần trên đất liền và bị hạ xuống mức thấp nhiệt đới vào ngày 28 tháng 2.
Theo dõi thấp về phía tây và tăng cường trở lại cường độ bão nhiệt đới trên Vịnh Carpentaria trong cùng một ngày vào khoảng 10   chiều AEST. Lốc xoáy đi qua đảo Mornington ở phía nam vịnh Carpentaria và vượt qua bờ biển phía Bắc Lãnh thổ phía bắc của cảng McArthur vào ngày 1 tháng 3 như là một hạng mục   1. Lốc xoáy đã suy yếu trở lại mức thấp nhiệt đới một lần nữa, nhưng vẫn duy trì sự lưu thông mạnh từ thấp đến trung bình khi nó băng qua căn cứ của Top End của Lãnh thổ phía Bắc. Vùng thấp di chuyển về phía nam vịnh Joseph Bonaparte vào vùng Kimberley thuộc Tây Úc và một lần nữa cải tạo thành một cơn bão nhiệt đới ở phía tây Broome vào ngày 5 tháng 3 lúc 1 tháng 3   pm Giờ chuẩn miền Tây Úc (AWST) (UTC + 8).
Lốc xoáy Steve di chuyển theo hướng tây tây nam song song với bờ biển Pilbara và mạnh hơn vào ban ngày và được nâng cấp thành Hạng mục   2 hệ thống sớm vào ngày 6 tháng 3. Lốc xoáy sâu đến áp suất 975   hPa trong ngày. Tiếp tục đi về phía tây nam, Steve đi qua phía bắc của Port Hedland và Karratha vào ngày 6 tháng 3, trước khi băng qua bờ biển Pilbara gần Mardie vào khoảng nửa đêm ngày 6 tháng 3 (cuộc đổ bộ thứ ba của Steve). Hệ thống lại bị hạ cấp xuống Danh mục   1 khi nó di chuyển vào đất liền.
Vào khoảng nửa đêm ngày 7 tháng 3, Steve lại di chuyển ra nước ngoài khoảng 175 kilômét (109 mi) về phía bắc của Carnarvon và di chuyển về phía nam dọc theo bờ biển. Tuy nhiên, hệ thống không tăng cường hơn nữa ngoài Danh mục   1 và thực hiện cuộc đổ bộ cuối cùng (thứ tư) vào khoảng nửa đêm ngày 9 tháng 3 ở phía đông Denham. Steve sau đó tiếp tục theo dõi về phía đông nam và tăng tốc độ trên khắp các vùng phía nam của Tây Úc trong ngày 10 và 11 tháng 3 và trở nên ngoài nhiệt đới, trước khi di chuyển ra nước ngoài lần cuối cùng đến phía đông Esperance vào cuối ngày 11 tháng 3 vùng biển của Great Australia Bight.

## Đổ bộ

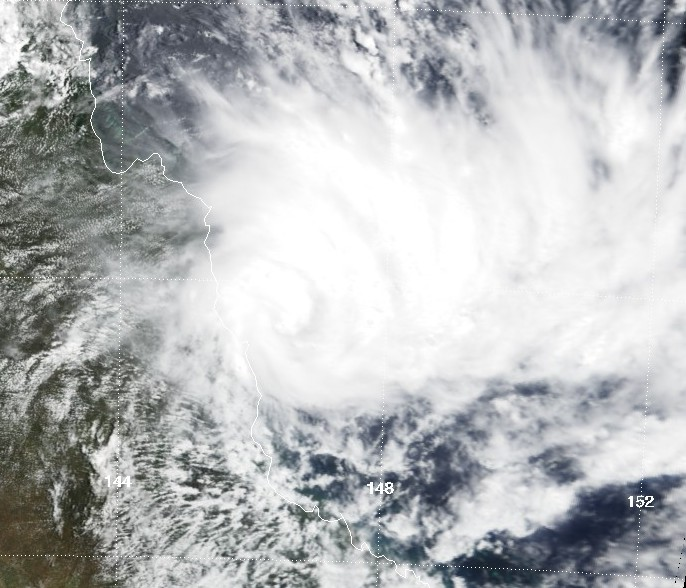
Bão Steve đã đổ bộ lần đầu tiên vào ngày 27 tháng 2

### Queensland
Khi Steve theo dõi nội địa trên bờ biển phía bắc Queensland, nó đã gây ra trận lụt lớn giữa Cairns và Mareeba. Mức lũ kỷ lục 12,4  m (41 ft) đã đạt được tại Mareeba vào ngày 28 tháng 2 năm 2000. Nhiều tòa nhà ở Cairns bị thiệt hại nghiêm trọng về nước trong đó có Bệnh viện Cairns. Thành phố Cairns đã ghi nhận tháng hai ẩm ướt nhất trong lịch sử với vùng ngoại ô Manunda có kích thước 1462,7mm (58 in) và Bartle Frere ghi nhận là 3376mm (133 in). Gió mạnh đến 140  km/h (87 mph) khiến một số tòa nhà ở Cairns và Kuranda bị mất mái. Hàng trăm cây bị đốn hạ và dây điện được đưa xuống khắp quận, làm gián đoạn nguồn cung cho hơn 40.000 cư dân. Ở Cairns, một cây vả khổng lồ đã bị nhổ bật với toàn bộ hệ thống rễ trên mặt đất. Thiệt hại về mùa màng do lũ lụt và gió là nghiêm trọng, chỉ riêng thiệt hại từ cây mía ước tính A$20 triệu. Ước tính ban đầu cho thấy tổng hóa đơn thiệt hại ở phía bắc Queensland liên quan đến Bão Steve có thể vượt quá A$100 triệu.

### Lãnh thổ phía Bắc
Những cơn gió mạnh và những cơn mưa lớn đã được ghi nhận trên Top End. Một số cây bị đốn hạ ở Oenpelli đã báo cáo những cơn gió mạnh vượt quá 90 km/h (56 mph). Gió giật gần 90  km/h (56 mph) ở Darwin qua đêm vào ngày 2 tháng 3 đã hạ cây. Lũ lụt lan rộng dẫn đến các khu vực sông Kinda, Daly và Victoria. Mực nước trên sông Kinda đã vào khoảng 3 mét (10 ft) của những người có kinh nghiệm trong trận lụt năm 1998 nhưng đã lắng xuống mà không làm ngập thị trấn. Lượng mưa trên Top End, khu vực sông Victoria trong khoảng thời gian bốn ngày từ 29 tháng 2 đến 4 tháng 3 là từ 200 đến 400 milimét (8 đến 16 inch). Tổng số tương tự đã được ghi nhận trong bốn ngày ở khu vực Kimberley. Vô số đường và lãnh thổ phía Bắc đã bị cắt với nhiều cộng đồng bị cô lập.

### Miền tây nước Úc

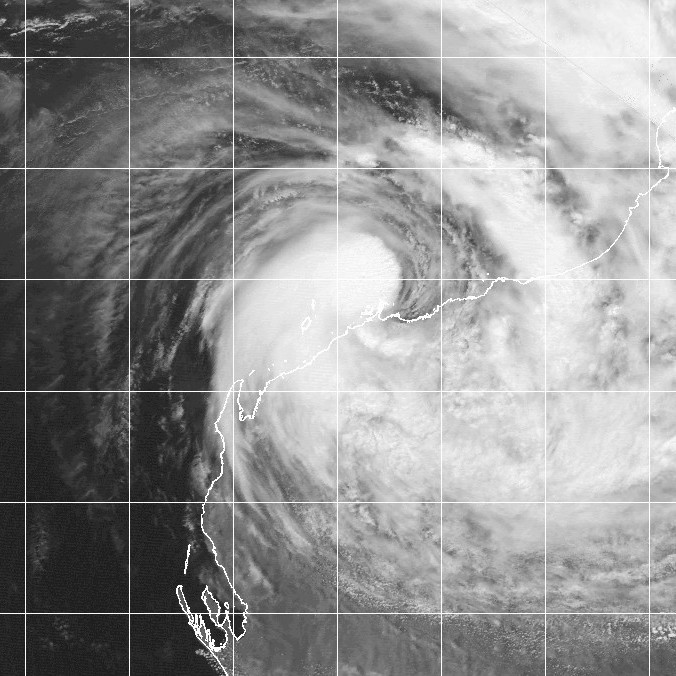
Bão Steve lúc gần đổ bộ lần thứ ba vào ngày 6 tháng 3

Những cơn gió mạnh gần như đã được trải nghiệm tại cảng Hedland trong khoảng thời gian khoảng 17 giờ bắt đầu lúc nửa đêm AWST vào ngày 5 tháng 3. Tốc độ gió trung bình hàng giờ cao điểm được ghi nhận là 72 km/h (45  mph) và cơn gió tối đa được ghi nhận là 104 km/h (65 mph) (từ 8 đến 9  sáng ngày 6 tháng 3). Gió trung bình gần 70 km/h (43  mph) tại Karratha vào đầu tối ngày 6 tháng 3 và cơn gió tối đa được ghi nhận là 98  km/h (61 mph) lúc 6 giờ chiều AWST.
Lượng mưa rất lớn liên quan đến Steve đã gây ra lũ lụt trên diện rộng ở phía bắc của bang, bao gồm cả khu vực Gascoyne. Các cộng đồng ở khu vực Kimberley vẫn bị cô lập trong hơn hai tuần cần thực phẩm và cung cấp không khí. Các khu vực trũng thấp của khu vực thị trấn Carnarvon đã bị ngập lụt khi sông Gascoyne xâm phạm bờ sông. Sông Gascoyne tại Carnarvon đạt mức cao nhất kể từ năm 1960.
Các phần của miền tây Pilbara và phía bắc Gascoyne đã nhận được tổng số dao động từ 200 đến 300 mm. Một số trang web báo cáo cao nhất về lượng mưa hàng ngày kỷ lục bao gồm Mandora (281.0 mm vào ngày 6) và Mount Narasher (152.0 mm vào ngày 10). Carnarvon (100,6 mm vào ngày 9) đã báo cáo lượng mưa hàng ngày cao nhất trong tháng 3 kể từ khi các hồ sơ bắt đầu tại sân bay năm 1945. Lượng mưa dao động từ 50 đến 100 mm tiếp tục trên các phần nội địa kéo dài theo hướng đông nam từ phía tây Gascoyne đến bờ biển phía nam gần Esperance. Lũ lụt xảy ra trong khu vực Esperance và số lượng đường và cầu bị cuốn trôi. Trạm nghiên cứu nướu cá hồi ghi: lượng mưa 91 mm vào ngày 11 tháng 3.

### Tên Steve bị khai tử
Cái tên Steve đã bị xóa khỏi danh sách chính thức các tên bão nhiệt đới do Trung tâm cảnh báo Bão nhiệt đới ở Brisbane đặt ra. Nó đã được thay thế bằng tên Stan.